# Lutosławice Rządowe
Lutosławice Rządowe – wieś w Polsce położona w województwie łódzkim, w powiecie piotrkowskim, w gminie Grabica.
| SIMC    | Nazwa     | Rodzaj    |
| ------- | --------- | --------- |
| 0540570 | Kolonijka | część wsi |

W latach 1975–1998 miejscowość administracyjnie należała do województwa piotrkowskiego.